# Bill Nankivell
William Field Nankivell (Mount Gambier, 7 de septiembre de 1923 - 11 de junio de 2024) fue un político australiano.

## Biografía
Nació en Mount Gambier y sirvió en la Real Fuerza Aérea Australiana durante la Segunda Guerra Mundial de 1944 a 1945. Fue agricultor y director de empresa antes de entrar en la política. Representó los escaños de Albert (1959-1970) y Mallee (1970-1979) en la Cámara de la Asamblea de Australia del Sur para la Liga Liberal y Country y el Partido Liberal. Fue miembro del Comité Parlamentario sobre Asentamientos de Tierras (1963-1968), del Comité Permanente Parlamentario de Obras Públicas (1968-1973) y del Comité de Cuentas Públicas (1973-1977).
Nankivell falleció el 11 de junio de 2024, a los 100 años de edad.